# نت فکسون
نت فکسون (انگلیسی: Nat Faxon؛ زادهٔ ۱۹۷۵) هنرپیشه و فیلم‌نامه‌نویس اهل ایالات متحده آمریکا است. وی از سال ۱۹۹۹ میلادی تاکنون مشغول فعالیت بوده‌است.
از برنامه‌های تلویزیونی که وی در آن نقش داشته‌است می‌توان به بن و کیت، اورنج کانتی، ویدئوی سکس، هملت ۲ و اتفاقی از نسبت‌های یادبود اشاره کرد.